# Pietro Balestreri
Pietro Balestreri (Cremona, 4 settembre 1905 – ...) è stato un calciatore italiano, di ruolo centrocampista.

## Carriera
Giocò in Serie A ed in Divisione Nazionale con la Cremonese per undici consecutive stagioni. Ha esordito con la maglia grigiorossa l'8 ottobre 1922 nella partita Cremonese-Legnano (0-2), nella sua lunga carriera ha disputato 182 partite di campionati e realizzato una sola rete su calcio di rigore l'11 novembre 1923 nella pesante sconfitta di Torino, nella partita Torino-Cremonese (4-1).

## Statistiche

### Presenze e reti nei club
| Stagione         | Squadra          | Campionato       | Campionato | Campionato | Totale   | Totale |
| Stagione         | Squadra          | Comp             | Presenze   | Reti       | Presenze | Reti   |
| ---------------- | ---------------- | ---------------- | ---------- | ---------- | -------- | ------ |
| 1922-1923        | Cremonese        | PD               | 10         | 0          | 10       | 0      |
| 1923-1924        | Cremonese        | PD               | 22         | 1          | 22       | 1      |
| 1924-1925        | Cremonese        | PD               | 1          | 0          | 1        | 0      |
| 1925-1926        | Cremonese        | PD               | 0          | 0          | 0        | 0      |
| 1926-1927        | Cremonese        | DN               | 4          | 0          | 4        | 0      |
| 1927-1928        | Cremonese        | DN               | 18         | 0          | 18       | 0      |
| 1928-1929        | Cremonese        | DN               | 27         | 0          | 27       | 0      |
| 1929-1930        | Cremonese        | A                | 28         | 0          | 28       | 0      |
| 1930-1931        | Cremonese        | A                | 32         | 0          | 32       | 0      |
| 1931-1932        | Cremonese        | A                | 33         | 0          | 33       | 0      |
| 1932-1933        | Cremonese        | A                | 11         | 0          | 11       | 0      |
| Totale Cremonese | Totale Cremonese | Totale Cremonese | 186        | 1          | 186      | 1      |
| Totale carriera  | Totale carriera  | Totale carriera  | 186        | 1          | 186      | 1      |